# Iod trifluoride
Iod trifluoride là một hợp chất halogen có công thức hóa học IF3. Nó là chất rắn màu vàng phân hủy ở nhiệt độ trên −28 °C. Hợp chất này có thể được tổng hợp từ các nguyên tố, nhưng phải cẩn thận để tránh sự hình thành của IF5.

## Phản ứng
F2 phản ứng với I2 để tạo ra IF3 ở −45 °C trong CCl3F. Ngoài ra, ở nhiệt độ thấp, có thể sử dụng phản ứng fluor hóa I2 + 3XeF2 → 2IF3 + 3Xe. Không có nhiều thông tin về iod trifluoride vì nó rất không ổn định.

## Cấu trúc
Nguyên tử iod của iod trifluoride có năm cặp electron, trong đó có hai cặp đơn và phân tử có hình chữ T như dự đoán của Lý thuyết VSEPR.